# Constanta lui Coulomb
Constanta lui Coulomb, sau constanta forței electrice, sau constanța electrostatică (notată ke) este o constantă de proporționalitate în ecuațiile electrodinamicii. A fost numită după fizicianul francez Charles-Augustin de Coulomb (1736-1806), care a introdus legea lui Coulomb.

## Valoarea constantei
Constanta lui Coulomb este constanta de proporționalitate din legea lui Coulomb,
{\displaystyle \mathbf {F} =k_{\text{e}}{\frac {Qq}{r^{2}}}\mathbf {\hat {e}} _{r}}
unde êr este un versor în direcția r, iar
{\displaystyle k_{\text{e}}=\alpha \ {\frac {\hbar c_{0}}{e^{2}}}}
unde α este constanta structurii fine, c0 este viteza luminii, ħ este constanta Planck redusă, și e este sarcina elementară. În SI: 
{\displaystyle k_{\text{e}}={\frac {1}{4\pi \varepsilon _{0}}}},
Această formulă poate fi calculată din legea lui Gauss⁠(d),
 {\displaystyle {\scriptstyle S}} {\displaystyle \mathbf {E} \cdot {\rm {d}}\mathbf {A} ={\frac {Q}{\varepsilon _{0}}}}
Luând această integrală pentru o sferă de rază r, din jurul unei sarcini punctiforme, constatăm că punctele câmpului electric sunt întotdeuna radiale spre exterior și este normal pentru diferite elemente de pe suprafața sferei, și de asemenea sunt constante pentru toate punctele echidistante față de sarcina punctiformă.
 {\displaystyle {\scriptstyle S}} {\displaystyle \mathbf {E} \cdot {\rm {d}}\mathbf {A} =|\mathbf {E} |\mathbf {\hat {e}} _{r}\int _{S}dA=|\mathbf {E} |\mathbf {\hat {e}} _{r}\times 4\pi r^{2}}
Observând că E = F/Q pentru unele sarcini test q,
{\displaystyle \mathbf {F} ={\frac {1}{4\pi \varepsilon _{0}}}{\frac {Qq}{r^{2}}}\mathbf {\hat {e}} _{r}=k_{\text{e}}{\frac {Qq}{r^{2}}}\mathbf {\hat {e}} _{r}}
{\displaystyle \therefore k_{\text{e}}={\frac {1}{4\pi \varepsilon _{0}}}}
În sistemele moderne de unități de măsură, constanta Coulomb ke este o constantă exactă, în unități Gauss⁠(d) ke = 1, în unități Lorentz–Heaviside⁠(d) (de asemenea, numite unități raționalizate) ke = 1/4π și în SI ke = 1/4πε0, unde permitivitatea vidului⁠(d) ε0 = (μ0c02)−1 ≈8.85418782×10−12 F m−1, viteza luminii în vid c0 este 299792458 m/s, în permeabilitatea vidului⁠(d) μ0 este 4π×10-7 H m−1,
așa că
{\displaystyle {\begin{aligned}k_{\text{e}}={\frac {1}{4\pi \varepsilon _{0}}}={\frac {c_{0}^{2}\mu _{0}}{4\pi }}&=c_{0}^{2}\times 10^{-7}\ \mathrm {H\ m} ^{-1}\\&=8.987\ 551\ 787\ 368\ 176\ 4\times 10^{9}\ \mathrm {N\ m^{2}\ C} ^{-2}.\end{aligned}}}

## Utilizarea constantei lui Coulomb
Constanta lui Coulomb este utilizată în multe ecuații electrice, deși este uneori exprimată ca fiind produsul constantei permitivității vidului⁠(d):
{\displaystyle k_{\text{e}}={\frac {1}{4\pi \varepsilon _{0}}}}.
Constanta lui Coulomb apare în multe expresii, incluzând următoarele:
Legea lui Coulomb:
{\displaystyle \mathbf {F} =k_{\text{e}}{Qq \over r^{2}}\mathbf {\hat {e}} _{r}}.
Energia potențială electrică:
{\displaystyle U_{\text{E}}(r)=k_{\text{e}}{\frac {Qq}{r}}}.
Câmp Electric:
{\displaystyle \mathbf {E} =k_{\text{e}}\sum _{i=1}^{N}{\frac {Q_{i}}{r_{i}^{2}}}\mathbf {\hat {r}} _{i}}.